# Plegaderus rigidus
Plegaderus rigidus är en skalbaggsart som beskrevs av Thomas Casey 1893. Plegaderus rigidus ingår i släktet Plegaderus och familjen stumpbaggar. Inga underarter finns listade i Catalogue of Life.